# Distrito histórico de Hickman Mill
El Distrito histórico de Hickman Mill es un distrito histórico ubicado en Graniteville, Carolina del Sur, Estados Unidos.

## Historia
El distrito abarca un complejo de fábricas textiles de principios del siglo XX. Se encuentra justo al sur del antiguo Graniteville Mill y limita al norte con Marshall Street, al este con Canal Street y al sur con Hard Street. El complejo incluye un gran molino de ladrillos y el Hickman Memorial Hall de estilo neoclásico. El molino fue construido por Tracy Hickman, cuyo padre había sucedido a William Gregg al frente de Graniteville Mill. La sala fue construida en 1908 como un lugar para brindar oportunidades recreativas y culturales a los trabajadores del molino. El distrito fue inscrito en el Registro Nacional de Lugares Históricos en 2016.